# Promenade du Peyrou
Promenade du Peyrou, även Jardins du Peyrou, är en tre hektar stor park i fransk stil belägen omedelbart väster om Montpelliers gamla stadskärna. Parken anlades 1689 och till dess västra ände, som är innerstadens högsta punkt, löper en akvedukt som byggdes mellan 1753 och 1766 för att leda vattnet från Saint-Clément-källan.

## Referenser

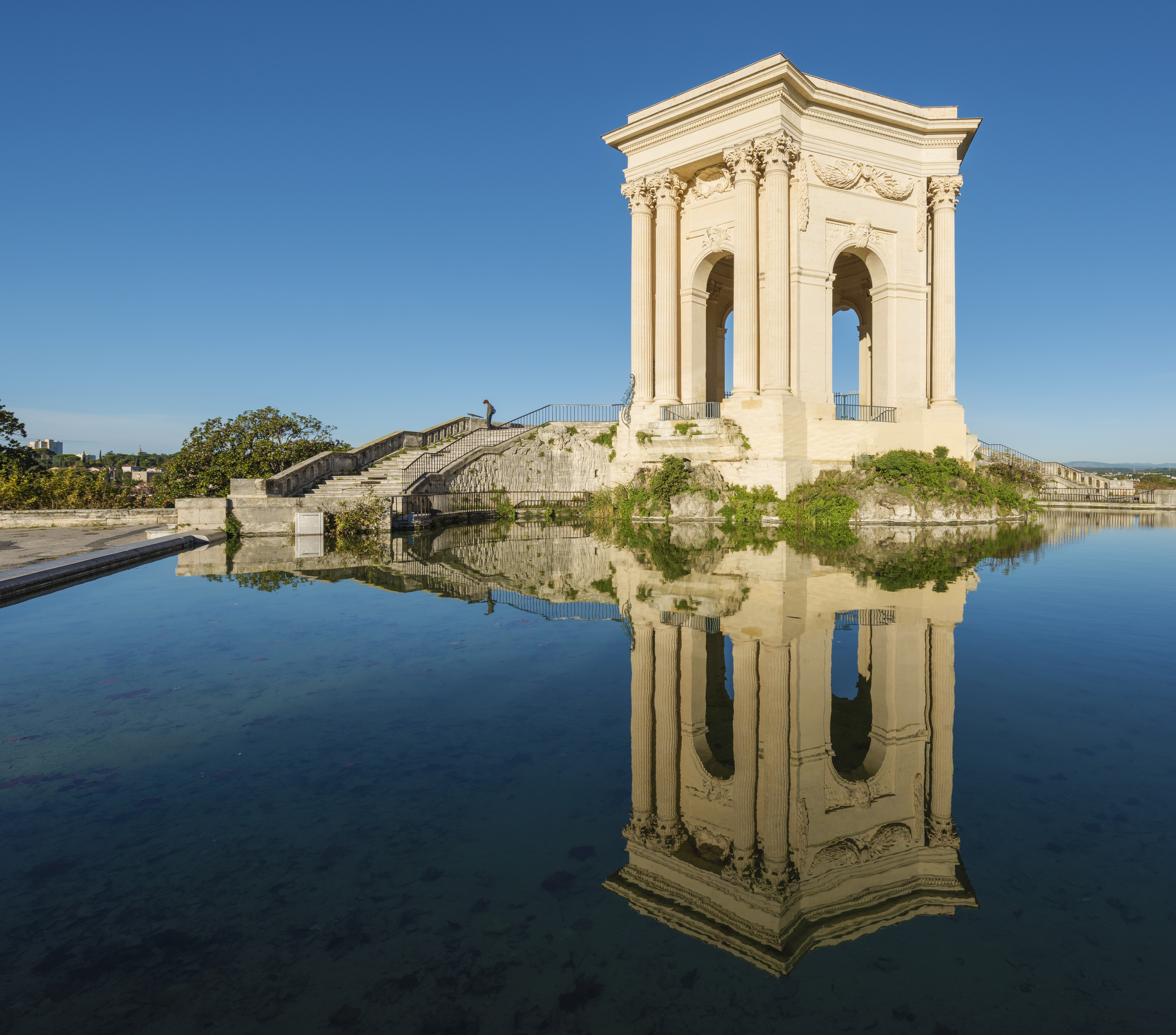
Damm och vattenbyggnad i parkens västra ände.